# 成都軍区
成都軍区（せいとぐんく, Chengdu Junqu）は中国人民解放軍の七大軍区のひとつである。四川省、雲南省、貴州省、チベット自治区(阿里を除く)、重慶の3省1自治区1直轄市を管轄する。本部は成都に置かれる。2016年2月1日に蘭州軍区と統合し、西部戦区へ移行。

## 管轄部隊
成都軍区の下で2つの集団軍(13、14集団軍）と成都軍区を管轄する。
次の省級軍区も管轄する。
- 四川省軍区
- チベット軍区（副大軍管区級）
- 貴州省軍区
- 雲南省軍区
- 重慶市警備区域

## 歴史／主要部隊
第13集団軍管轄下の第37師団の前身は紅軍第4方面軍第31軍で後の八路軍第129師団386旅団である。陳コウ旅団長，陳再道副旅団長，王新亭が政治部主任であった。
第13集団軍管轄下の第149師団の前身は第31軍第52師団である。さらに以前は、山西・河北・山東・河南の野戦軍であった。1959年ダライラマを制圧し、中印国境に参戦もした。
1969年、第50軍149師団とチベット軍区第52師団は任地交換し、番号を交換して、52師団は149師団に改名して50軍下に再編された。
1985年、第50軍再編により、第149師団は第13集団軍に編入され、四川楽山に進駐する。
第13集団軍は現在成都軍区に属し、重慶に駐屯する。
もとの武漢軍区空軍が現在の成都軍区空軍となっている。
第14集団軍は第40師団と第31師団を管轄する。
中華人民共和国建国から雲南に駐屯をしベトナム戦線に参加。
第14集団軍は現在成都軍区に属し、春城に駐屯する。

## 軍区指導者
- 司令部所在地：四川省成都
- 軍区司令員
  - 李作成上将（1953.10－，湖南省安化人）
- 軍区政治委員
  - 朱福熙中将＜空軍＞（1955.07－，浙江省臨海人）
- 軍区副司令員
  - 周小周中将（1956.10－, 安徽省巣湖人）
  - 鄭和少将（1958.11-，上海市人）
  - 戦厚順中将＜空軍＞（生年月日不明，黒竜江省安達人）
  - 李鳳彪少将＜空軍＞（1959.10－, 河北省安新人）
- 軍区副政治委員
  - 白呂少将（1961.09－, 山西省応県人）
  - 舒清友少将＜空軍＞（1955.9－，湖南省漵浦人）
- 軍区参謀長
  - 戎貴卿少将（1961－，河南省尉氏人）
- 軍区政治部主任
  - 劉念光少将（1957.12－，江蘇省靖江人）
- 軍区連勤部部長
  - 趙金松少将（1959－，河南省平頂山人）
- 軍区装備部部長
  - 高曉勇少将（1958.11－，本籍地不明）

### 歴代司令員
- 賀炳炎   1955~1960
- 黄新廷   1960.8~1967.3
- 梁興初   1967.3~1972.
- 秦基偉   1973. ~1975.10
- 劉興元   1975.10~1977.9
- 呉克華   1977.9~1979.1
- 尤太忠   1980.1~1982.10
- 王誠漢   1982.10~1985.6
- 傅全有
- 張太恒
- 李九龍
- 隗福臨
- 廖錫竜
- 王建民
- 李世明
- 李作成

### 歴代政治委員
- 李井泉
- 郭林祥（先任第二政委，後任第三政委）
- 廖志高（第二政委）
- 甘渭漢（第四政委）
- 張国華（第一政委）
- 陳仁麒（先任第二政委，後任政委）
- 謝家祥（先任第三政委，後任政委）
- 謝政
- 劉興元（第一政委）1972.3~1975.10
- 郭林祥
- 李大章（第二政委）
- 陳先瑞
- 趙紫陽（第一政委）
- 孔石泉（第二政委）
- 鍾漢華
- 徐立清（先任第二政委，後任第一政委）
- 譚啓竜（第二政委）
- 万海峰
- 谷善慶
- 張工
- 張志堅
- 楊徳清
- 劉書田
- 張海陽
- 田修思
- 朱福熙

## 配属部隊
- 第13集団軍：（重慶直轄市）甲類集団軍、快速反応部隊、2個師団3個旅団編成
  - 第37自動化歩兵師団（重慶市江津）
  - 第149機械化師団（四川省楽山）
  - 装甲旅団（重慶市豊都）
  - 防空旅団（四川省内江）
  - 砲兵旅団（四川省楽山）

- 第14集団軍：（雲南省昆明）乙類集団軍、2個師団3個旅団編成
  - 第40歩兵師団（雲南省開遠）
  - 第31自動車化歩兵師団（雲南省大理）
  - 第4砲兵旅団（雲南省昆明）
  - 装甲旅団（雲南省昆明徐家渡）
  - 高射砲旅団

- 西蔵軍区
  - 第52山岳歩兵旅団
  - 第53山岳歩兵旅団
  - 第54装甲歩兵連隊 - 第54自動車化歩兵連隊と戦車連隊を統合

- 武装警察第38師団（四川省南充）   （もと第13軍第38師団）
- 武装警察第41師団（雲南省蒙自）   （もと第14軍第41師団）

## 成都軍区空軍
雲南省昆明基地に司令部を置き、2個航空師団を管轄する。司令員は汪超群中将、政治委員は劉亜洲少将である。
- 第33航空師団（戦闘機師団） 重慶市大足基地、白寺駅基地 J7、SU27
- 昆明指揮所 第44航空師団（戦闘機師団） 雲南省蒙自基地、昆明基地 J7、J6